# Dolichopus mannerheimi
Dolichopus mannerheimi är en tvåvingeart som beskrevs av Zetterstedt 1838. Dolichopus mannerheimi ingår i släktet Dolichopus och familjen styltflugor. Arten är reproducerande i Sverige. Inga underarter finns listade i Catalogue of Life.